# Рандолф (Мисури)
Рандолф (енгл. Randolph) град је у америчкој савезној држави Мисури.

## Демографија
По попису из 2010. године број становника је 52, што је 5 (10,6%) становника више него 2000. године.
| Група             | 2000.      | 2010.      |
| Белци             | 45 (95,7%) | 50 (96,2%) |
| Афроамериканци    | 0 (0,0%)   | 0 (0,0%)   |
| Азијати           | 0 (0,0%)   | 1 (1,9%)   |
| Хиспаноамериканци | 0 (0,0%)   | 1 (1,9%)   |
| Укупно            | 47         | 52         |